# Camillo Kronich
Camillo Kronich (* 5. April 1876 in Wien; † 3. Februar 1958 in Reichenau an der Rax) war ein österreichischer Gastronom. Er hat wesentlich zur Erschließung des Bergmassivs Rax beigetragen und wurde allgemein als „Raxkönig“ bezeichnet.

## Familiäres
Camillo Kronich war der Sohn der Wirtsleute Julius Kronich und Gertrude Göschl († 7. Juli 1916 im 72. Lebensjahr), die, aus Wien kommend, von 30. Juni 1884 bis 31. August 1897 das Baumgartnerhaus am Schneeberg in Pacht bewirtschafteten. Er hatte vier Geschwister, darunter Aurelia Kronich (1875–1929), die Sigmund Freud psychoanalytisch behandelte und die unter „Fräulein Katharina“ in die Literatur einging, sowie Stefan Kronich (23 Jahre), der am 12. Dezember 1897 während einer Notoperation im Rudolfspital verstarb.
Camillo Kronichs Mutter war die erste Pächterin des 1893 errichteten Otto-Schutzhauses. Seine Gattin war Hedwig Kronich.

## Leben

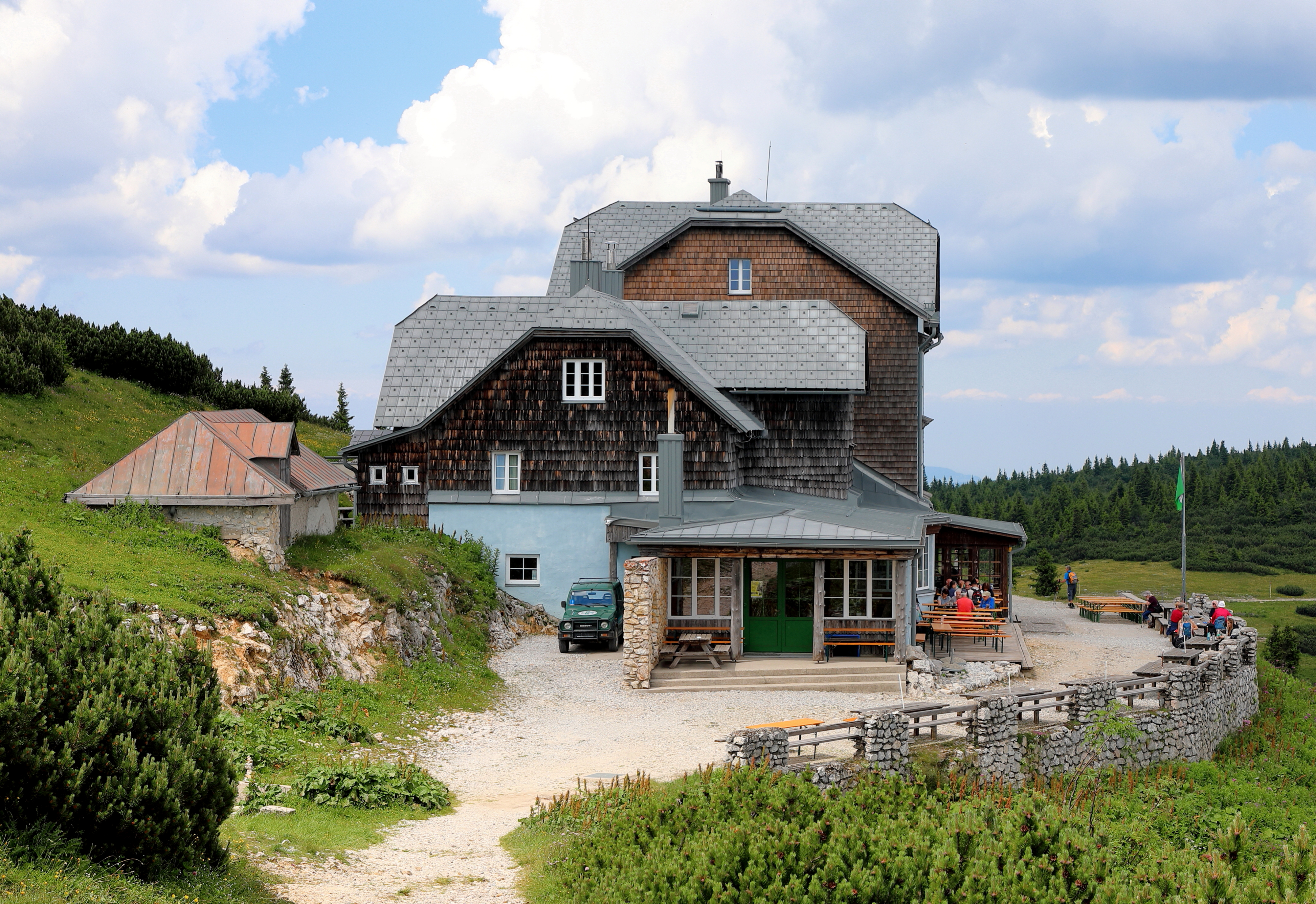
Das Otto-Schutzhaus, dessen Hüttenwirt er fast ein halbes Jahrhundert war

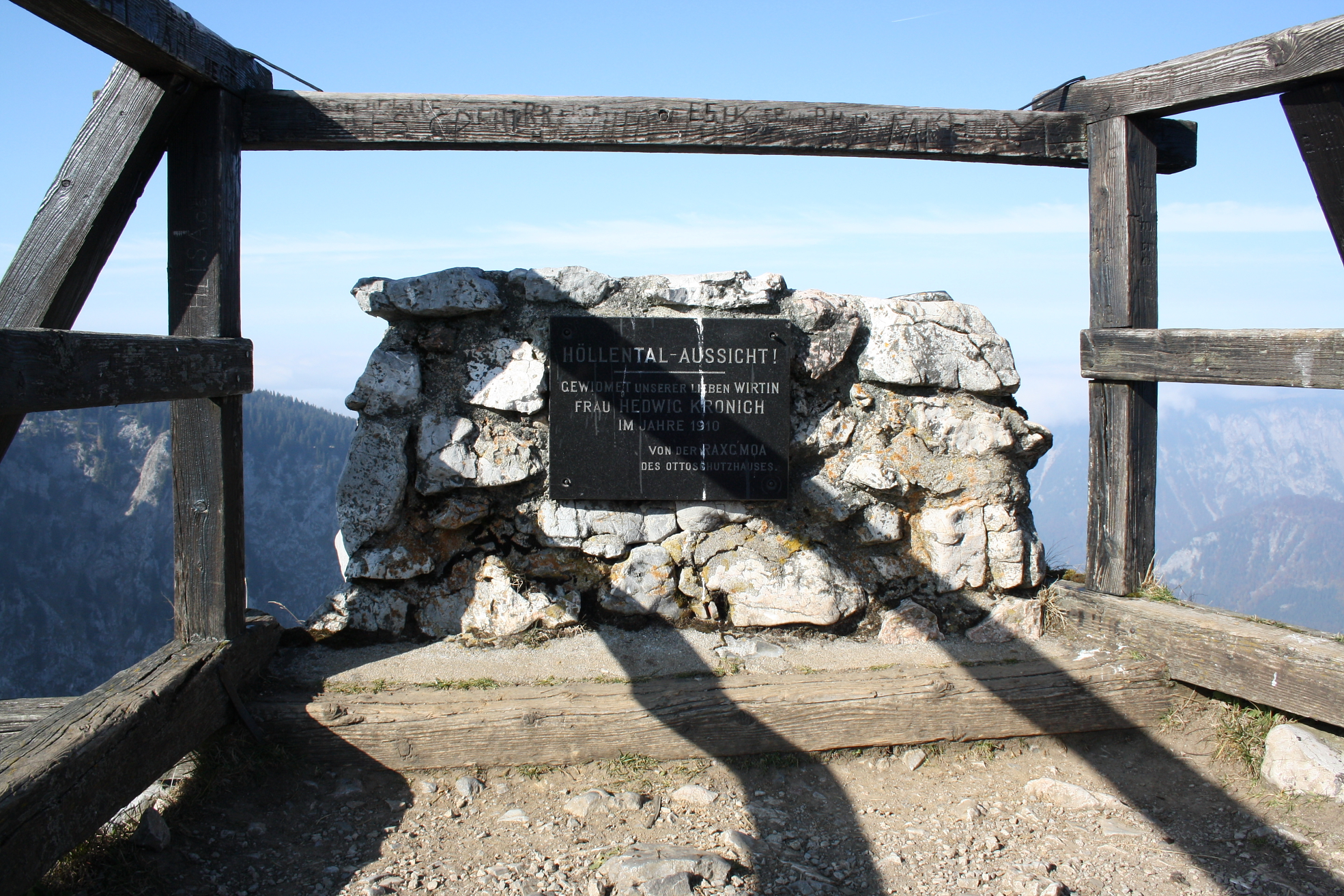
Hedwig-Kronich-Gedenktafel bei der Höllentalaussicht

Kronich schulte und rüstete ab den 1890er Jahren ein Rettungskorps auf der Rax aus. Er betätigte sich als Photograph und versuchte mittels der Raxbilder Werbung für die Rax zu machen. Dazu hielt er unter anderem in Wien, Berlin, Prag und Brünn Lichtbildervorträge und unterstützte Maler wie Gustl Jahn, die für ihn Raxbilder malten. Um 1900 versuchte er die Verbreitung des Skisport auf der Rax zu betreiben. Zu diesem Zwecke stellte er beispielsweise 100 Paar Leihski zur Verfügung. 1903 folgte er seiner Mutter als Pächter des Otto-Schutzhauses und führte das Haus bis 1952.
Im April 1908 eröffnete er als exklusives Alpenhotel am Fuß der Rax den Knappenhof, den seine Mutter anschließend betrieb und in dem sie 1916 verstarb. Nachfolgend führte Kronichs Schwiegermutter den Betrieb, ab 1924 Kronichs Gattin bis zu deren Tod 1945.
1909 führte er auf der Rax für den Winter die „Stangenmarkierung“ ein und ließ zahlreiche Klettersteige wie beispielsweise den Alpenvereinssteig und den Haid-Steig errichten.
1914 wurde Kronich zum Landsturm eingezogen, das Ottohaus blieb jedoch weiter geöffnet.
Kommerzialrat Camillo Kronich wurde am 7. Februar 1958 auf dem Hietzinger Friedhof zur letzten Ruhe bestattet (Gruppe 32, Grab Nr. 9).
In Reichenau wurde die Camillo Kronich-Straße ⊙ nach ihm benannt.